# Hippolyte Aucouturier
Hippolyte Aucouturier (17 de outubro de 1876 La Celle - 22 de abril de 1944 Paris) é um ciclista francês.

## Premiações
- 1901 : Bruxelas-Roubaix
- 1902 : terceiro de Paris-Rennes, e de Luchon-Toulouse-Luchon
- 1903 : Paris-Roubaix
- 1903 : Bordeaux-Paris
- 1903 : segundo Paris-Valenciennes
- 1904 : Paris-Roubaix
- 1905 : Bordeaux-Paris

## Participações no Tour de France
- Tour de France 1903 : abandonou; liderou a classificação geral (1ª etapa) e foi o vencedor de duas etapas.
- Tour de France 1904 : desclassificado
- Tour de France 1905 : 2º na classificação geral e vencedor de três etapas
- Tour de France 1906 : abandonou na 7ª etapa
- Tour de France 1908 : abandonou na 3ª etapa